# NAA30
NAA30 (англ. N(alpha)-acetyltransferase 30, NatC catalytic subunit) – білок, який кодується однойменним геном, розташованим у людей на 14-й хромосомі. Довжина поліпептидного ланцюга білка становить 362 амінокислот, а молекулярна маса — 39 320.
| 10         |  | 20         |  | 30         |  | 40         |  | 50         |
| ---------- |  | ---------- |  | ---------- |  | ---------- |  | ---------- |
| MAEVPPGPSS |  | LLPPPAPPAP |  | AAVEPRCPFP |  | AGAALACCSE |  | DEEDDEEHEG |
| GGSRSPAGGE |  | SATVAAKGHP |  | CLRCPQPPQE |  | QQQLNGLISP |  | ELRHLRAAAS |
| LKSKVLSVAE |  | VAATTATPDG |  | GPRATATKGA |  | GVHSGERPPH |  | SLSSNARTAV |
| PSPVEAAAAS |  | DPAAARNGLA |  | EGTEQEEEEE |  | DEQVRLLSSS |  | LTADCSLRSP |
| SGREVEPGED |  | RTIRYVRYES |  | ELQMPDIMRL |  | ITKDLSEPYS |  | IYTYRYFIHN |
| WPQLCFLAMV |  | GEECVGAIVC |  | KLDMHKKMFR |  | RGYIAMLAVD |  | SKYRRNGIGT |
| NLVKKAIYAM |  | VEGDCDEVVL |  | ETEITNKSAL |  | KLYENLGFVR |  | DKRLFRYYLN |
| GVDALRLKLW |  | LR         |  |            |  |            |  |            |

A: Аланін

C: Цистеїн

D: Аспарагінова кислота

E: Глутамінова кислота

F: Фенілаланін

G: Гліцин

H: Гістидин

I: Ізолейцин

K: Лізин

L: Лейцин

M: Метіонін

N: Аспарагін

P: Пролін

Q: Глутамін

R: Аргінін

S: Серин

T: Треонін

V: Валін

W: Триптофан

Кодований геном білок за функціями належить до трансфераз, ацилтрансфераз, фосфопротеїнів. 
Задіяний у таких біологічних процесах, як ацетилювання, альтернативний сплайсинг. 
Локалізований у цитоплазмі, ядрі.